# Heighington (Lincolnshire)
Heighington is een civil parish in het bestuurlijke gebied North Kesteven, in het Engelse graafschap Lincolnshire met 2981 inwoners.